# Lukianos
För teologen och helgonet, se Lukianos av Antiochia
Lukianos (grekiska: Λουκιανός; latiniserat Lucianus) var en grekiskspråkig författare, född ca 120, död ca 180, från Samosata (dagens Samsat i Turkiet) i den romerska provinsen Syrien. Lukianos hade arameiska som modersmål men skrev på grekiska. Han är känd som antikens kanske främste satiriker och förebild för senare tiders fantastiska litteratur.

## Biografi
Det mesta vi vet om Lukianos liv kommer från hans egna skrifter och dessa är inte alltid tillförlitliga källor. Han föddes cirka 120 i Samosata i den romerska provinsen Syrien. Familjen var inte välbärgad. Han skriver att han började som lärling hos en bildhuggare men snart upptäckte att han inte hade fallenhet för det arbetet. I stället lockade studier. Han genomgick retorikutbildning någonstans i Jonien. Därefter reste han vida omkring i romarriket och erbjöd sina tjänster som professionell vältalare. Han besökte (troligen) Grekland, Makedonien, Nordtalien, Gallien och Levanten. På 160- och 170-talen vistades han främst i Aten. Sina sista år var han (åter troligen) anställd av en ämbetsman inom provinsförvaltningen i Egypten, troligen Alexandria.
Han kallade sig själv inte för romare eller grek utan syrier för att understryka sin härkomst.

## Författarskap
Det var i Aten som Lukianos började sin bana som författare. Cirka 150 verk tillskrivs honom men hälften av dem har sannolikt haft någon annan författare. Många av verken finns bevarade. Som författare var han influerad av den platonska dialogformen och den sofistiska retoriken. Han tog också intryck av Aristofanes fantastik. Hans skrifter är ofta vassa satirer över avarter inom filosofin och retoriken. De angriper retorernas överdrivna självuppskattning och pretentiösa ytlighet. Hans språk är en mild variant den atticism som var vanlig på hans tid, alltså ett försök att efterlikna den grekiska som man menade talades under Atens storhetstid på 400-talet f.Kr. 
Lukianos verk har inspirerat mera sentida författare. Erasmus av Rotterdam (1466-1536) uppskattade honom och översatte honom till latin. Han influerade François Rabelais, Thomas More, Johannes Kepler, Cyrano de Bergerac, Jonathan Swift m.fl.  Enligt Henrik Schück påminde han starkt om 1700-talets upplysningsfilosofer, men till skillnad från dessa nöjde han sig med att kritisera andras idéer och föreslog inte själv något som var värt att eftersträva.
| ”                           | Upphör att dåraktigt syssla med chimärer, att bråka med premisser och slutsatser. Gyckla i stället med alla skarpsinniga resonemang och var övertygad om, att allt detta blott är ordkram. Sök endast att finna dig till rätta i den tillvaro, i vilken du lever, skratta åt det mesta och tag ingenting för mycket på allvar. | „ |
| – Lukianos citerad i Schück | |   |

## Översättningar till svenska
I Libris förtecknades år 2021 åtta titlar av Lukianos översatta till svenska. Lukianos är också representerad i olika antologier.
- Prof af grekers witterhet, genom öfwersättningar af några Luciani sinnerika skrifter (1761, översatt av Daniel Herweghr).
- Valda skrifter (1887-1890, översatt av Per Rödström). Kan laddas ner från Kungliga Biblioteket[14].
- Tre satiriska dialoger (1912, översatt av Hans Hult).
- Valda skrifter (1915-1917, översatt av Hans Hult). Innehåll: Samtal mellan Olympens gudar ; Samtal på hafvet ; Samtal bland de döda ; Samtal bland hetärer.
- Den narraktige boksamlaren (1947, översatt av Emil Zilliacus).
- En sann historia (1983, översatt av Jonas Norén).
- Om Peregrinus död (1997 och 2006, översatt av Anders Dahlgren).
- Samtal mellan gudar (2004, översatt av Ingrid Bosse).
- En sann historia (2009, översatt av Djordje Zarkovic, dramatiserad av Jasna Mesaric).

### Samtal mellan Olympens gudar
Gudarna i den grekiska mytologin drabbas här av Lukianos satir.

### Den narraktige boksamlaren
Den narraktige boksamlaren driver med människor som bygger upp stora bibliotek för att framstå som bildade men inte läser en enda av böckerna.

### En sann historia
Se även Sann historia.
En sann historia kallas ibland världens första science fiction-berättelse eftersom den beskriver en resa till yttre rymden. Lukianos syfte var att parodiera berättelser om främmande länder som skrivits av Homeros, Herodotos och andra äldre författare. Lukianos menade att dessas skildringar av sagolika äventyr och fantastiska varelser var uppenbart lögnaktiga och inte förtjänade att tas på allvar: ”Nå, när jag läste alla dessa författare, såg jag inte ned på dem för att de ljög, eftersom jag insåg att detta var normalt även bland filosofer. Jag förundrades emellertid över, att de trodde sig kunna skriva lögner utan att bli avslöjade.”
Handling i korthet: Under en upptäcktsfärd på Atlanten överraskas jagberättaren och hans sällskap av en storm. Stormen för fartyget till månen. De blir inblandade i ett krig mellan månfolket och solfolket, tas tillfånga, släpps fria, färdas förbi Venus och Plejaderna innan de kan återvända till jorden. Väl tillbaka blir fartyget uppslukat av en jättelik valfisk men manskapet lyckas ta sig ut genom att anlägga eld inne i valen. Resan fortsätter och på De saligas ö möter de såväl historiskt verkliga som mytologiska gestalter.
| ”                                                | ”Lucian’s inventive genius is nowhere more striking than i the True histories.” | „ |
| – The Cambridge history of classical literature. |                                                                                 |   |

### Om Peregrinus död
Den korta boken är en vildsint satir och attack mot samtidens populära ”vishetslärare” och religiösa läror, inte minst den spirande kristendomen. Peregrinus Proteus var en verklig sådan filosof. Han tillhörde den kyniska skolan och fick många anhängare. Han dog genom att frivilligt låta sig brännas till döds år 165 i samband med de olympiska spelen. I Lukianos berättelse är Peregrinus en hycklare som söker berömmelse.

## Kuriosa
- Författaren Erik Lindorm använde många olika pseudonymer. En av dem var Lukianos.[17]
- En krater på månen har fått namnet Lucian, alltså ”Lukianos” på engelska.[18]